# Seznam estonskih tenisačev
Seznam estonskih tenisačev.

## A
- Maret Ani

## I
- Mikk Irdoja
- Vladimir Ivanov

## K
- Anett Kaasik
- Kaia Kanepi
- Markus Kerner
- Anett Kontaveit
- Lissi Kubre
- Mait Künnap

## L
- Toomas Leius

## M
- Elena Malõgina

## N
- Ingrid Neel

## O
- Saara Orav

## P
- Eva Paalma
- Jaak Põldma
- Ilona Poljakova

## R
- Kenneth Raisma
- Morten Ritslaid
- Margit Rüütel

## S
- Katriin Saar
- Anett Schutting

## V
- Tatjana Vorobjova

## Z
- Jürgen Zopp